# Mauro Picotto
Mauro Picotto (né le 25 décembre 1966 à Cavour, dans la province de Turin, dans la région du Piémont) est un artiste de musique électronique spécialisé dans les styles eurodance, techno et enfin trance. DJ et producteur, c'était un ancien membre du groupe italien d'eurodance Cappella.

## Biographie
En 1996, il publie les singles Bakerloo Symphony et Angels Symphony sur le label BXR, mais peine à se faire connaitre. Il ne deviendra réellement connu qu'après ses premiers singles trance comme Lizard et Pulsar qui lui ouvriront les portes des dancefloors européens.
En 2000, il sort son premier album intitulé The Album et qui inclut les tubes Lizard, Iguana et Komodo ayant contribué largement a son succès.
En 2001, il publie Metamorphoses une compilation où il mixe de nombreux titres de trance et en 2002 son deuxième album The Others voit le jour et inclus de nouveaux titres ainsi que des remixes de ses plus grands succès. Pulsar 2002 sort cette même année, il s'agit de remixes de son tube de 1999 ainsi qu'un album live enregistré à Ibiza.
En 2006, il crée son propre label Bakerloo sur lequel il sort son troisième album, un double CD intitulé Superclub. À l'été 2007, son nouveau single Evribadi est publié suivi de son nouvel album de 14 titres Now & Then. Il publie également un DVD intitulé Live On Tour.

## Discographie

### Singles
- Bakerloo Symphony (1996)
- Angel's Symphony feat Gigi d'Agostino (1996)
- Lizard (1998)
- Iguana (1999)
- Pulsar (1999)
- Komodo (2000)
- Bug/Eclectic (2000)
- Come Together (2000)
- Pegasus (2000)
- Proximus (2000)
- Like this like that (2001)
- Verdi (2001)
- Back To Cali (2002)
- Pulsar 2002 (2002)
- Evribadi (2007)
- Maybe,Maybe Not (2007)
- Contaminato (2008)
- Acid Sex (2008)
- Flashing (2008)
- Shark (2008)
- Komodo save a soul (2008)
- Monogram (2011)
- Iam What i am (2011)
- Feels like home (2021)

### Albums
- The Album, The Double Album, The Triple Album (Special Edition) (2000)
- In The Mix-Metamorphoses(compilation) (2001)
- The Others (2002)
- Live in Ibiza (2002)
- Superclub (2006)
- Now & Then (2007)
- Meganite Ibiza (2008)
- The Sound Of Alchemy 2010 (2010)
- TwentyEleven (2011)

### Remixes
- Storm - Time To Burn (2000)